# جنیس ابرلی
جنیس کاریل «جن» ابرلی (Janice Caryl "Jan" Eberly) (متولد حدود ۱۹۶۴ میلادی)، اقتصاددان آمریکایی است. او از ۲۰۰۲ میلادی، استاد برجسته جیمز آر. و هلن دی. راسل مالیه در مدرسه مدیریت کلاگ در دانشگاه نورث‌وسترن است. او از ۲۰۱۱ تا ۲۰۱۳ میلادی به عنوان دستیار مشاور خزانه برای سیاست اقتصادی و اقتصاددان اصلی وزارت خزانه داری ایالات متحده آمریکا خدمت کرده است. او لقب همکار فرهنگستان هنر و علوم آمریکا را در ۲۰۱۳ میلادی کسب نمود. تحقیقات او بر روی حوزه‌های مشترک بین اقتصاد کلان و مالیه تمرکز دارد.

## اوان زندگی و تحصیلات
ابرلی در مزرعه مرکبات و آووکادوی فالبروک، کالیفرنیا بزرگ شد. پدر او کهنه سرباز نیروی دریایی و خلبان یونایتد ایرلاینز بود. او در دبیرستان متحد فالبروک شرکت کرد و در بخش «کشاورزان آینده آمریکا» (FFA) آن مدرسه فعال بود. بعد از فارغ‌التحصیلی در ۱۹۸۱ میلادی به عنوان دانشجوی ممتاز، به عنوان اولین رئیس مؤنث ایالت کالیفرنیا در FFA خدمت نمود. در ۱۹۸۲ میلادی اولین رئیس ملی زن در FFA شد.
ابرلی برای دوره لیسانس در ۱۹۸۳ میلادی وارد دانشگاه کالیفرنیا، دیویس شد. طی سال تحصیلی ۱۹۸۵–۱۹۸۶ میلادی، زمانی که جونیور بود، دانشجوی عضو شورای دانشگاه کالیفرنیا بود که پیکرهٔ حاکمیتی نظام دانشگاهی کالیفرنیا است. وی در این ظرفیت، ضد تداوم مدیریت دانشگاه بر روی دوتا از آزمایشگاه‌های ملی مرتبط با تحقیقات هسته‌ای رأی داد: آزمایشگاه ملی لارنس لیورمور و آزمایشگاه ملی لس آلاموس. استنلی شینباوم تنها عضو از ۱۲ نفری بود که رأیی هم‌جهت با ابرلی داشت. دانشگاه کالیفرنیا، هدایت مستقیم مدیریتی خود را بر این آزمایشگاه‌ها به ترتیب طی سال‌های ۲۰۰۷ و ۲۰۰۶ میلادی متوقف نمود. او در ژوئن ۱۹۸۶ میلادی با درجه BS در اقتصاد کشاورزی فارغ‌التحصیل شده و عنوان ممتازی را کسب نمود.
پس از علاقه‌مندی به اقتصاد کلان طی سال‌های دوره کارشناسی‌اش، به مطالعات دوره عالی اقتصاد در مؤسسه فناوری ماساچوست ادامه داد. الیور بلانچارد در آنجا استاد راهنمای او بود. او همکار تحقیقات عالیه در بنیاد ملی علوم طی سال‌های ۱۹۸۶ تا ۱۹۸۹ میلادی و همکار اسلوان طی سال‌های ۱۹۹۰ تا ۱۹۹۱ میلادی بود. ابرلی طی دوران خود در مدرسه عالیه، یک سال را به عنوان اقتصاددان جونیور در شورای مشاوران اقتصادی جرج اچ. دابلیو. بوش سپری نمود. وی Ph.D. خود را در ۱۹۹۱ میلادی کسب نمود.

## حرفه
ابرلی پس از کسب Ph.D. خود به عنوان استادیار دانش مالی در ۱۹۹۱ میلادی به هیئت علمی مدرسه وارتون دانشگاه پنسیلوانیا پیوست. او بین ۱۹۹۵ تا ۱۹۹۶ میلادی، ملاقات‌هایی طی بازدیدهای خود در MIT و هاروارد داشت. در ۱۹۹۷ میلادی دانشیار مالیه شد. بعد از سپری کردن ۱۹۹۷ و ۱۹۹۸ میلادی به عنوان دانشیار در مدرسه مدیریت کلاگ دانشگاه نورث‌وسترن، در ۱۹۹۸ میلادی به صورت تمام وقت به کلوگ نقل مکان نمود. در ۲۰۰۲ میلادی عنوان استاد ممتاز جیمز آر. و هلن دی. راسل در دانش مالیه را کسب نمود. او محقق بازدیدکننده در شورای حکام فدرال رزرو و بانک ذخایر فدرال فیلادلفیا و مینیاپولیس بوده‌است. او در ۲۰۱۳ میلادی همکار فرهنگستان هنر و علوم آمریکا شد.
ابرلی از کلوگ جدا شد تا به عنوان دستیار مشاور خزانه در امور سیاست‌های اقتصادی و اقتصاددان اصلی وزارت خزانه داری ایالات متحده آمریکا خدمت کند. رئیس‌جمهور باراک اوباما اعلام کرد که او را در مه ۲۰۱۱ به این سمت خواهد گماشت و سنای ایالات متحده نیز اکتبر همان سال این حکم را تأیید نمود. او در این سمت، «دفتر سیاست‌های اقتصادی» را رهبری نمود که به تحلیل اقتصاد ایالات متحده و جهان پرداخته و توصیه‌های سیاسی در حوزه‌هایی از بودجه گرفته تا تحصیلات و مسکن را ارائه می‌کرد. او در آوریل ۲۰۱۳ میلادی از این سمت بیرون آمده و به کلوگ پیوست.
بعداً در ۲۰۱۳ میلادی، دفتر اوباما ابرلی را به یک صندلی خالی در «هیئت فدرال فرماندارن» منصوب ساخت.

## تحقیقات
ابرلی به عنوان یک اقتصاددان کلان در MIT تعلیم دید، اما از ۱۹۹۱ میلادی در دپارتمان‌های مالیه در مدارس علوم تجاری به تدریس مشغول شده‌است. وی تحقیقاتش را در حالت کلی به عنوان کاوش در حوزه‌های مشترک این دو زمینه توصیف کردهاست. بخصوص، دغدغه او تصمیم‌سازی هم در شرکت‌ها و هم در سطح خانوار بوده و این که این تصمیمات چه اثراتی بر چشم‌انداز وسیع تر اقتصاد دارد.